# Юрклоштер
Юрклоштер (словен. Jurklošter) — поселення в общині Лашко, Савинський регіон, Словенія. Висота над рівнем моря: 574,5 м. 